# Chanasma
Chanasma là một thành phố và khu đô thị của quận Patan thuộc bang Gujarat, Ấn Độ.

## Địa lý
Chanasma có vị trí 23°43′B 72°07′Đ / 23,72°B 72,12°Đ Nó có độ cao trung bình là 61 mét (200 foot).

## Nhân khẩu
Theo điều tra dân số năm 2001 của Ấn Độ, Chanasma có dân số 15.819 người. Phái nam chiếm 52% tổng số dân và phái nữ chiếm 48%. Chanasma có tỷ lệ 74% biết đọc biết viết, cao hơn tỷ lệ trung bình toàn quốc là 59,5%: tỷ lệ cho phái nam là 81%, và tỷ lệ cho phái nữ là 67%. Tại Chanasma, 10% dân số nhỏ hơn 6 tuổi.